# 巴爾肯山
72°0′S 27°12′E / 72.000°S 27.200°E
巴爾肯山（挪威語：Balchenfjella）是南極洲的山峰，位於東部南極洲的毛德皇后地，屬於南龍達訥山脈的一部分，海拔高度2,820米，該山峰以挪威的機師命名。